# Webtrees
Webtrees är ett webbaserat släktforskningsprogram baserat på öppen källkod, som är gratis att ladda ner och använda.
Programmet kräver en webbserver som har PHP (minst version 7.4 för version 2.1.x) och MySQL installerat. Det är kompatibelt med GEDCOM standarden 5.5.1. Programmet finns även på med färdigkonfigurerade servrar som använder cPANEL.

## Historia
Webtrees är den andra avknoppning från programmet PhpGedView och skapades i början av 2010. Det skapade på grund av problemen med